# 扎斯塔夫納
扎斯塔夫納（烏克蘭語：Заставна，羅馬化：Zastavna，發音：[zɐsˈtɑu̯nɐ] ⓘ）是烏克蘭西部切爾諾夫策州切爾諾夫策區扎斯塔夫納市鎮内的城市及该市镇的行政中心，2020年7月18日前为扎斯塔夫納區的行政中心。該市距離州府切爾諾夫策26公里，始建於1589年，海拔高度236米，2022年人口数量为7,750人。

## 图集

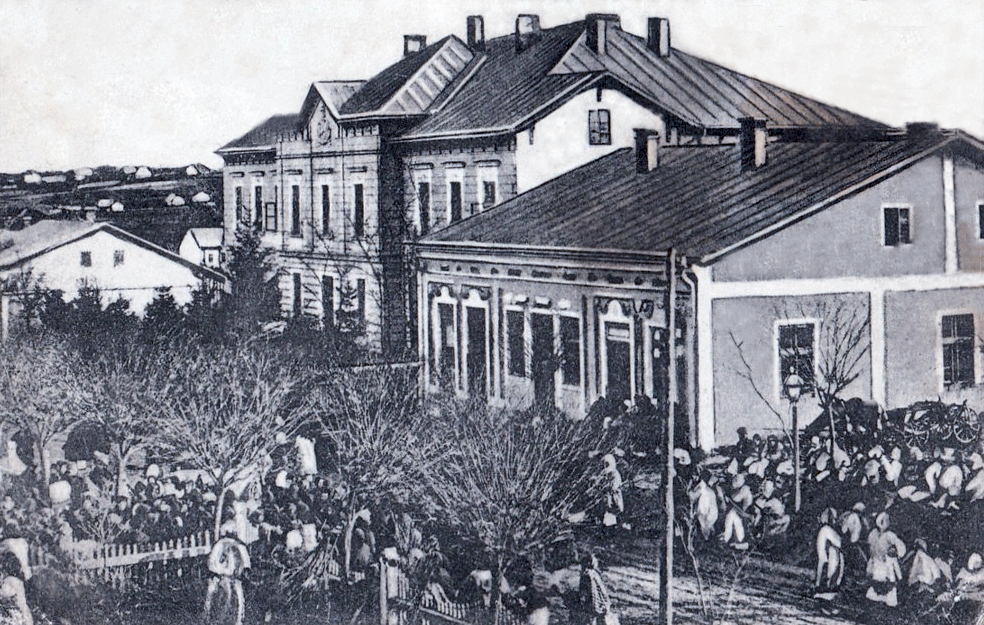
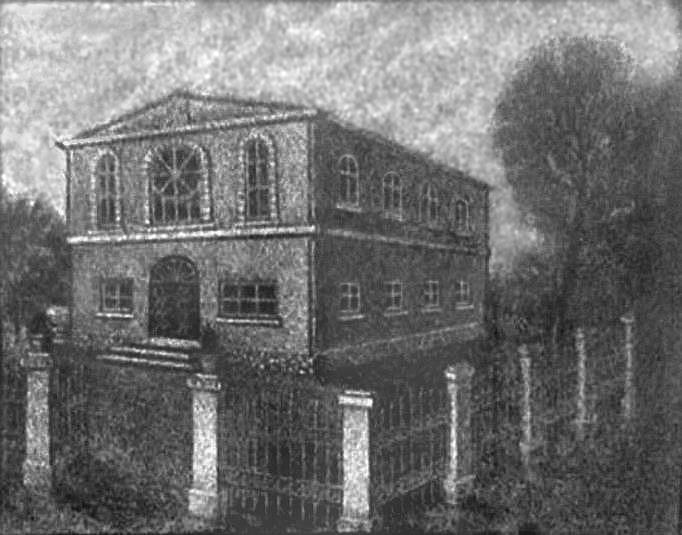